# Mourad Melki
Mourad Melki (Béja, 9 maggio 1975) è un ex calciatore tunisino, di ruolo centrocampista.